# SO(10)

Картинка слабого изоспина, W, более слабого изоспина, W', сильных g3 и g8 и барионов минус лептоны для частиц в модели SO(10) повёрнута, чтобы показать вложение и стандартной модели с электрическим зарядом приблизительно по вертикали. В дополнение к частицам стандартной модели теория включает 30 цветных X-бозонов, ответственных за распад протона, и два W' — бозона.

Картина зарядов для частиц в модели SO(10), повёрнутая, чтобы показать вложение в E_{6}.

SO(10) — разновидность теории Великого объединения, основанная на спинорной группе Spin(10). Сокращённое название SO(10) является общепринятым среди физиков и происходит от группы Ли SO(10), которая является специальной ортогональной группой, дважды покрытой Spin(10).

## История
До теории SU(5), лежащей в основе модели Джорджи–Глэшоу, Харальд Фрич и Питер Минковский 
и независимо Говард Джорджи обнаружили, что все содержимое материи включено в одно 
представление, спинорное 16 из SO(10). Однако, Джорджи нашёл теорию SO(10) всего за несколько часов до того, как нашёл SU(5) в конце 1973 года.

## Важные подгруппы
Она имеет правила ветвления, [SU(5)×U(1)χ]/Z5.
{\displaystyle 45\rightarrow 24_{0}\oplus 10_{-4}\oplus {\overline {10}}_{4}\oplus 1_{0}}
{\displaystyle 16\rightarrow 10_{1}\oplus {\bar {5}}_{-3}\oplus 1_{5}}
{\displaystyle 10\rightarrow 5_{-2}\oplus {\bar {5}}_{2}.}
Если гиперзаряд содержится в SU(5), то это обычная модель Джорджи–Глэшоу, в которой 16 — поля материи, 10 -э лектрослабое поле Хиггса и 24 — в 45 — поле Хиггса ТВО. Суперпотенциал может затем включать перенормируемые члены вида 
Tr(45  45); Tr(45  45  45); 10  45  10, 10  16*  16 и 16*  16. Первые три отвечают за нарушение калибровочной симметрии при низких энергиях и дают массу Хиггса, а последние два дают массы частиц материи и их взаимодействия Юкавы с Хиггсом.
Существует ещё одна возможная модификация, при которой гиперзаряд представляет собой линейную комбинацию генератора SU(5) и χ. Она известна как перевёрнутая SU(5).
Другая важная подгруппа-это либо [SU(4) × SU(2)L × SU(2)R]/Z2, либо Z2  [SU(4) × SU(2)L × SU(2)R]/Z2, в зависимости от того, нарушена ли лево-правая симметрия, что приводит к модели Пати-Салама, правило ветвления которой 
{\displaystyle 45\rightarrow (15,1,1)\oplus (6,2,2)\oplus (1,3,1)\oplus (1,1,3)}
{\displaystyle 16\rightarrow (4,2,1)\oplus ({\bar {4}},1,2).}

## Спонтанное нарушение симметрии
Нарушение симметрии SO(10) обычно выполняется с помощью сочетания (( a 45H OR a 54H) AND ((a 6H AND a {\displaystyle {\overline {16}}_{H}}) OR (a 126H AND a {\displaystyle {\overline {126}}_{H}})) ).
Допустим, мы выбираем 54H. Когда это поле Хиггса приобретает вакуммное среднее в масштабе ТВО, мы имеем нарушение симметрии до Z2  [SU(4) × SU(2)L × SU(2) R]/Z2, т. е. модель Пати-Салама с лево-правой симметрией Z2.
Если вместо этого у нас есть 45H, это поле Хиггса может получить любое вакуммное среднее в двумерном подпространстве, не нарушая стандартную модель. В зависимости от направления этой линейной комбинации мы можем нарушить симметрию до SU(5)×U(1), модели Джорджи–Глэшоу с U(1) (diag(1,1,1,1,1,-1,-1,-1,-1,-1)), перевёрнутой SU(5) 
(diag(1,1,1,-1,-1,-1,-1,-1,1,1)), SU(4)×SU(2)×U(1) (diag(0,0,0,1,1,0,0,0,-1,-1)), минимальной лево-правой модели (diag(1,1,1,0,0,-1,-1,-1,0,0)) или SU(3)×SU(2)×U(1)×U(1) для любого другого ненулевого вакуумного среднего.
Выбор diag(1,1,1,0,0,-1,-1,-1,0,0) называется механизмом Димопулоса-Вильчека, он же "механизм отсутствия вакуумного среднего", и он пропорционален B−L.
Выбор 16H и {\displaystyle {\overline {16}}_{H}} разбивает калибровочную группу до уровня Джорджи–Глэшоу SU(5). Тот же комментарий относится к выбору ССС и DDD.
Это объединение как 45/54, так и 16/{\displaystyle {\overline {16}}} или 126/{\displaystyle {\overline {126}}}, которое возвращает SO(10) к стандартной модели.

## Электрослабый Хиггс и проблема расщепления дублета-триплета
Электрослабые дублеты Хиггса происходят от SO(10) 10H. К сожалению, эти же 10 также содержат тройняшки. Массы дублетов должны быть стабилизированы в электрослабом масштабе, который на много порядков меньше, чем масштаб ТВО, в то время как триплеты должны быть действительно тяжёлыми, чтобы предотвратить распад протона, опосредованный триплетами. См. 
проблему расщепления дублета–триплета.
Среди решений для этого — механизм Димопулоса-Вильчека, или выбор diag(0,0,0,1,1,0,0,0,-1,-1) от <45>. К сожалению, он не является стабильным, так как сектор 16/{\displaystyle {\overline {16}}} или 126/{\displaystyle {\overline {126}}} взаимодействует с сектором 45.

## Содержание

### Материя
Материю представляют три экземпляра (поколения) из 16 представлений. Взаимодействие Юкавы — это 10H 16f 16f. Jyj включает в себя правостороннее нейтрино. Можно либо включить три копии синглетных представлений φ и взаимодействие Юкавы {\displaystyle <{\overline {16}}_{H}>16_{f}\phi } ("механизм двойных качелей"); либо добавить взаимодействие Юкавы {\displaystyle <{\overline {126}}_{H}>16_{f}16_{f}}  или добавить ненормируемую связь {\displaystyle <{\overline {16}}_{H}><{\overline {16}}_{H}>16_{f}16_{f}}. См. механизм качелей.
Поле 16f распадается на [SU(5)×U(1)χ]/Z5 и SU(4) × SU(2)L × SU(2)R как
{\displaystyle 16\rightarrow 10_{1}\oplus {\bar {5}}_{-3}\oplus 1_{5}}
{\displaystyle 16\rightarrow (4,2,1)\oplus ({\bar {4}},1,2).}

### Калибровочные поля
45 полей распадаются на [SU(5)×U(1)χ]/Z5 и SU(4) × SU(2)L × SU(2)R как
{\displaystyle 45\rightarrow 24_{0}\oplus 10_{-4}\oplus {\overline {10}}_{4}\oplus 1_{0}}
{\displaystyle 45\rightarrow (15,1,1)\oplus (6,2,2)\oplus (1,3,1)\oplus (1,1,3)}

и на стандартную модель [SU(3)C × SU(2)L × U(1)Y]/Z6 как 
{\displaystyle {\begin{aligned}45\rightarrow &(8,1)_{0}\oplus (1,3)_{0}\oplus (1,1)_{0}\oplus \\&(3,2)_{-{\frac {5}{6}}}\oplus ({\bar {3}},2)_{\frac {5}{6}}\oplus \\&(3,1)_{\frac {2}{3}}\oplus ({\bar {3}},1)_{-{\frac {2}{3}}}\oplus (1,1)_{1}\oplus (1,1)_{-1}\oplus (1,1)_{0}\oplus \\&(3,2)_{\frac {1}{6}}\oplus ({\bar {3}},2)_{-{\frac {1}{6}}}.\\\end{aligned}}}
Четыре линии — это SU(3)C, SU(2)L и U(1)B−L бозоны; лептокварки SU(5), которые не изменяют заряд X; лептокварки Пати-Салама  и бозоны SU(2)R; и новые SO(10) лептокварки. (Стандартное электрослабое взаимодействие U(1)Y представляет собой линейную комбинацию бозонов (1,1)0.)

## Распад протона

Эти рисунки относятся к X-бозонам и бозонам Хиггса.
6-мерный распад протона, опосредованный X-бозоном {\displaystyle (3,2)_{-{\frac {5}{6}}}} в SU(5) ТВО
6-мерный распад протона, опосредованный X-бозоном {\displaystyle (3,2)_{-{\frac {1}{6}}}} в перевёрнутой SU(5) ТВО

Модель ТВО SO(10) содержит как модель Джорджи-Глэшоу SU(5), так и перевёрнутую SU(5).

## Разновидность, свободная от локальных и глобальных аномалий
Давно известно, что модель SO(10) свободна от всех возмущающих локальных аномалий, вычислимых диаграммами Фейнмана. Однако только в 2018 году стало ясно, что SO(10) модель также свободна от всех непертурбативных глобальных аномалий на неспиновых многообразиях --- важное правило для подтверждения согласованности теории великого объединения SO(10) со Spin(10) калибровочной группой и киральными фермионами в 16-мерных спинорных представлениях, определённых на неспиновых многообразиях.